# 天王赤旋螺
天王赤旋螺（學名：Pleuroploca gigantea），又名佛羅里達馬康克螺，是亞熱帶及熱帶一種極大的掠食性海螺。它們是美國海域最大的腹足綱。

## 解剖
天王赤旋螺可以完全躲入螺殼內幾個月。柔軟部份呈鮮橙色。

## 螺殼
天王赤旋螺的殼長60厘米。殼呈梭形，有一條長的虹吸管，具有達10個螺旋。幼體的殼呈鮮橙色，隨著長大而變成灰白色至鮭橙色，有淺黃褐色或深褐色的角質層。

## 分佈
天王赤旋螺分佈在由美國北卡羅來納州至墨西哥灣尤卡坦州沿大西洋的海岸。

## 生態

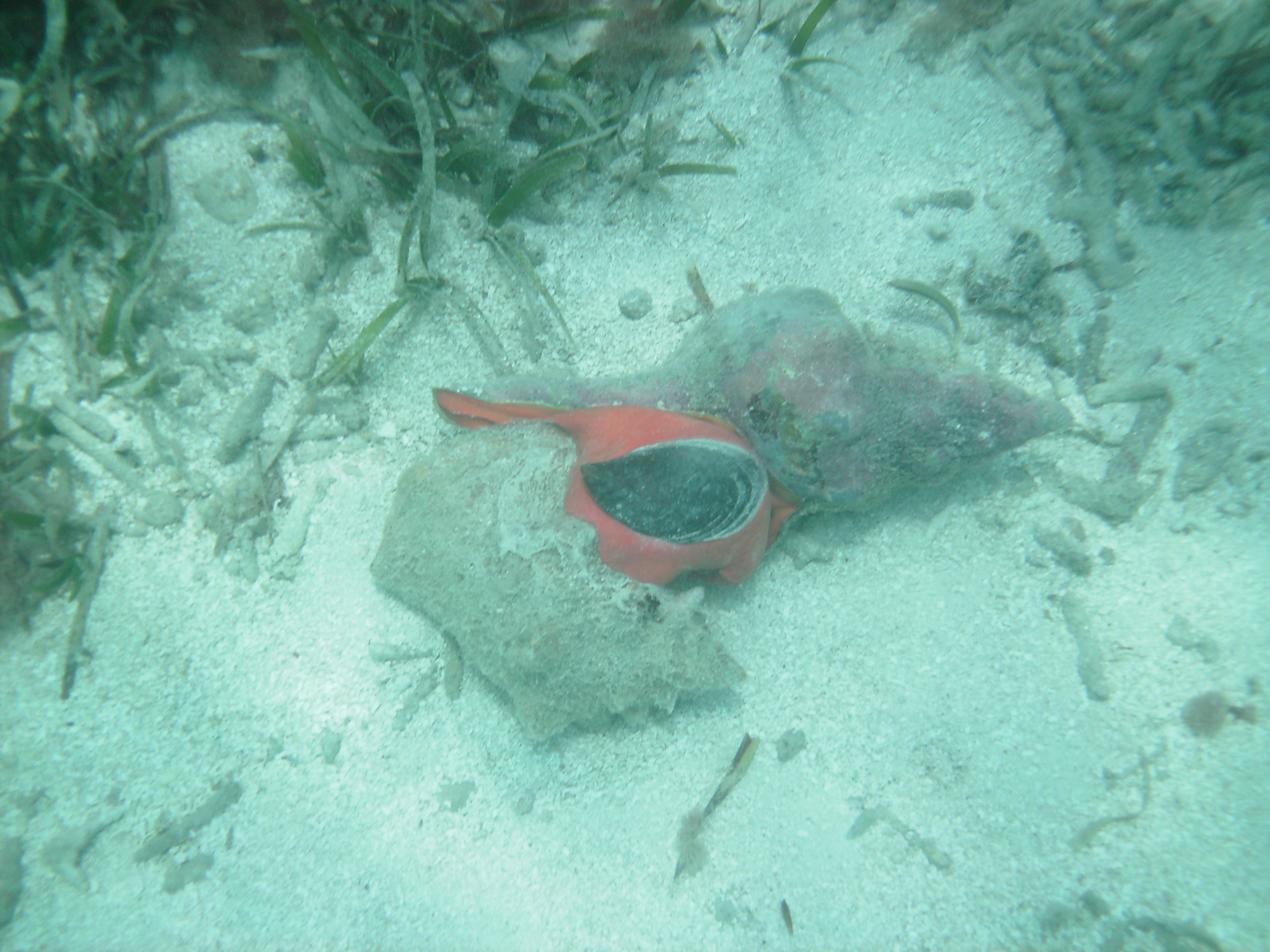
天王赤旋螺

### 棲息地
天王赤旋螺棲息在低潮間帶至潮下帶淺水區的沙、海草及泥床。它們一般生活在水深6米的地方。

### 食性
天王赤旋螺會捕食其他大型海生掠食者，包括左旋香螺、女王鳳凰螺及骨螺屬。它們也有同類相食的情況。在水族箱內，它們也會吃細小的寄居蟹。

## 用途

### 現今
天王赤旋螺是美國佛羅里達州的州貝殼。由於殼很大，故十分著名。

### 考古及人類
在傳統瑪雅藝術中，天王赤旋螺可以用來擺放顏料，或是可以作為號角。
在佛羅里達州南部的原住民會使用天王赤旋螺來製作多種器具。螺殼附在木柄上可以作為鎚子或木工工具，螺旋則可以作為杯子。

## 外部連結
- Animal Diversity Web（页面存档备份，存于）
- Florida Museum of Natural History（页面存档备份，存于）